# Karen Farley
Karen Farley (* 2. September 1970) ist eine ehemalige englische Fußballspielerin.

## Karriere

### Vereine
Farley begann für den in Ashford in der Grafschaft Kent ansässigen Ashford Town FC mit dem Fußballspielen. Im Seniorinnenbereich kam sie in der Saison 1989/90 für die in Maidstone ansässigen Maidstone Tigresses das erste Mal zum Einsatz. Anschließend spielte sie eine Saison lang für die Frauenfußballmannschaft des FC Millwall in der Greater London Women's Regional League (Regionalliga Großraum London). Mit der Mannschaft gewann sie am 27. April 1991 das Finale um den FA Women’s Cup und damit ihren ersten Titel im Seniorinnenbereich; im Prenton Park in Birkenhead wurde der Titelverteidiger Doncaster Rovers mit 1:0 bezwungen.
Das erste Mal im Ausland, kam sie für den in Kalmar ansässigen schwedischen Erstliganeuling Lindsdals IF in der Spielzeit 1992 zum Einsatz, wie auch in der Folgespielzeit. Mit Abstieg ihrer Mannschaft in die seinerzeit zweigleisige Division 1 verließ sie diese und begab sich nach Stockholm. Dort kam sie für den Hammarby IF in drei Spielzeiten in der  Damallsvenskan, der höchsten Spielklasse im schwedischen Frauenfußball zu Punktspielen und belegte die Plätze 2 und zweimal 4 von zwölf Mannschaften. Die beiden erreichten Finalspiele um den Svenska Cupen 1994 und 1995 wurden denkbar knapp mit 2:1 und 1:0 gegen den Gideonsbergs IF und den Älvsjö AIK gewonnen.
Nach der Spielzeit 1996 blieb sie in Schweden und kam für den Tyresö FF in der seinerzeit zweigleisigen und zweithöchsten Spielklasse, der Division 1, zum Einsatz. Am Ende der Spielzeit 1998 als Staffelsieger hervorgegangen, stieg sie mit der Mannschaft in die höchste Spielklasse auf. Nach dem umgehenden Abstieg 1999 verließ sie die Mannschaft und kehrte zum Hammarby IF zurück, für den sie in der Spielzeit 2000 ein zweites Mal aktiv wurde und ihre Spielerkarriere danach beendete.

### Nationalmannschaft
Farley bestritt Länderspiele für die Nationalmannschaft, in denen sie acht Tore erzielte.
Mit ihr nahm sie im Jahr 1995 an der Europa- und Weltmeisterschaft teil. Bei der Europameisterschaft, in der das Halbfinale seinerzeit noch in Hin- und Rückspiel ausgetragen wurde, kam sie am 11. Dezember 1994 und am 23. Februar 1995 in den beiden Begegnungen mit der Nationalmannschaft Deutschlands in Watford und Bochum zu ihren beiden Turnierspielen, die mit 1:4 und 1:2 verloren wurden; sie erzielte jeweils das einzige Tor ihrer Mannschaft, beides frühe Treffer (siebte und erste Minute) zur 1:0-Führung. Zwischen diesen beiden Länderspielen kam sie auch am 26. Januar in Florenz beim 1:1-Unentschieden im Freundschaftsspiel gegen die Nationalmannschaft Italiens zum Einsatz und erzielte ebenfalls das einzige Tor für ihre Mannschaft.
Bei der in Schweden ausgetragenen Weltmeisterschaft wurde sie in allen drei Spielen der Gruppe B sowie in der Viertelfinalbegegnung mit der Nationalmannschaft Deutschlands eingesetzt. Das Spiel wurde am 13. Juni in Västerås mit 0:3 verloren, womit sie mit ihrer Mannschaft aus dem Turnier ausschied. Im letzten Gruppenspiel am 10. Juni 1995 in Karlstad, beim 3:2-Sieg über die Nationalmannschaft Nigerias, trug sie mit erstmals zwei Toren zu diesem bei. Zwei Tore in einem Länderspiel gelangen ihr auch am 19. November 1995 in London beim 5:0-Sieg über die Nationalmannschaft Kroatiens im zweiten Spiel der EM-Qualifikationsgruppe 3. Ihr achtes Länderspieltor erzielte sie im dritten Spiel der EM-Qualifikationsgruppe 3 beim 5:0-Sieg über die Nationalmannschaft Portugals am 11. Februar 1996 in Benavente. Im vierten Spiel am 16. März 1996 in Cosenza gegen die Nationalmannschaft Italiens fehlte sie verletzungsbedingt.

## Erfolge
Nationalmannschaft
- Halbfinalist Europameisterschaft 1995

Hammarby IF
- Zweiter Meisterschaft 1994
- Schwedischer Pokal-Sieger 1994, 1995

FC Millwall
- FA Women’s Cup-Sieger 1991[6]